# A Girl Named Mary

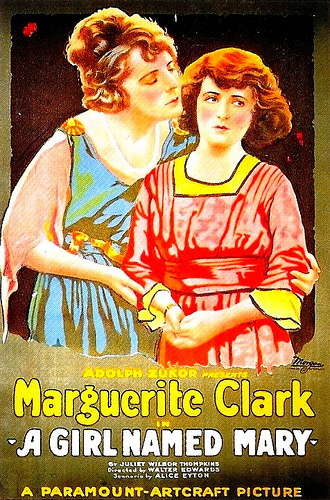
cartaz do filme A Girl Named Mary

A Girl Named Mary é um filme norte-americano lançado em 1919. É considerado um filme perdido.